# 吐尔逊·阿塔吾拉
吐尔逊·阿塔吾拉（1918年—），男，维吾尔族，新疆疏勒人，中华人民共和国政治人物，曾任新疆维吾尔自治区畜牧厅厅长，新疆维吾尔自治区人大常委会副主任，新疆生产建设兵团副政治委员。